# Basús
Basús (en francès Bazus) és un municipi occità del Tolosà, al Llenguadoc, situat al departament de l'Alta Garona, a la regió Occitània.

## Monuments

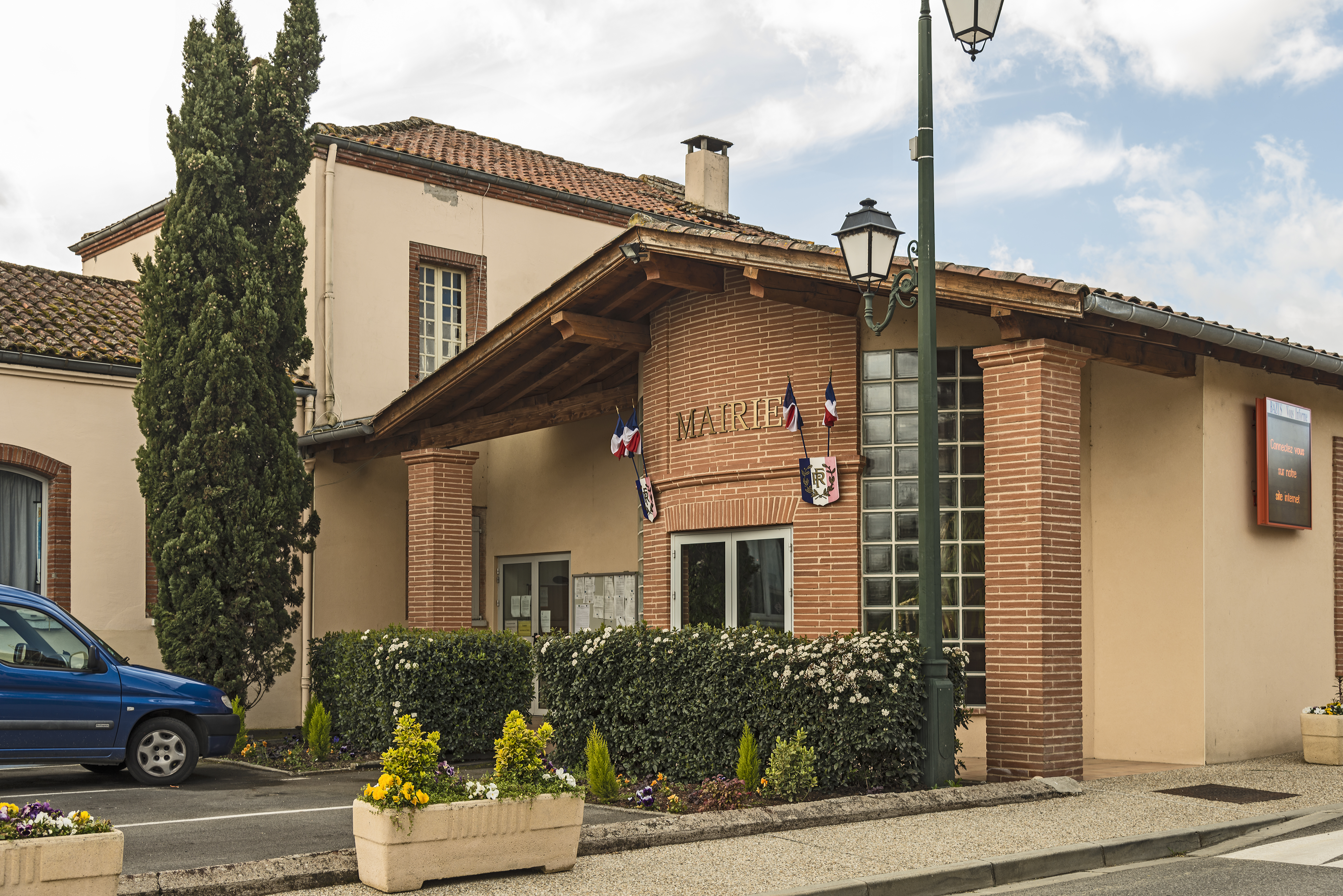
L'ajuntament;
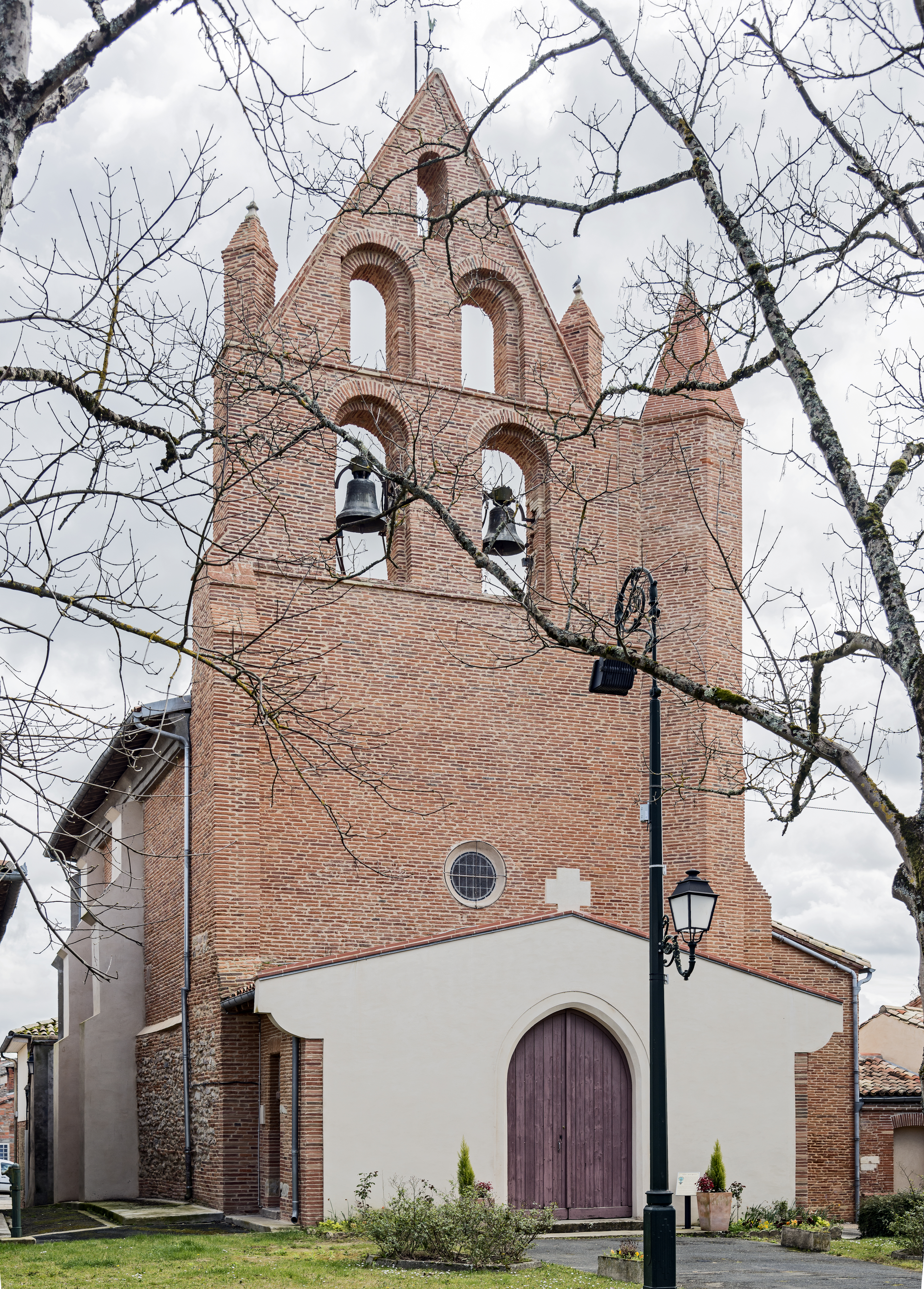
L'Església;
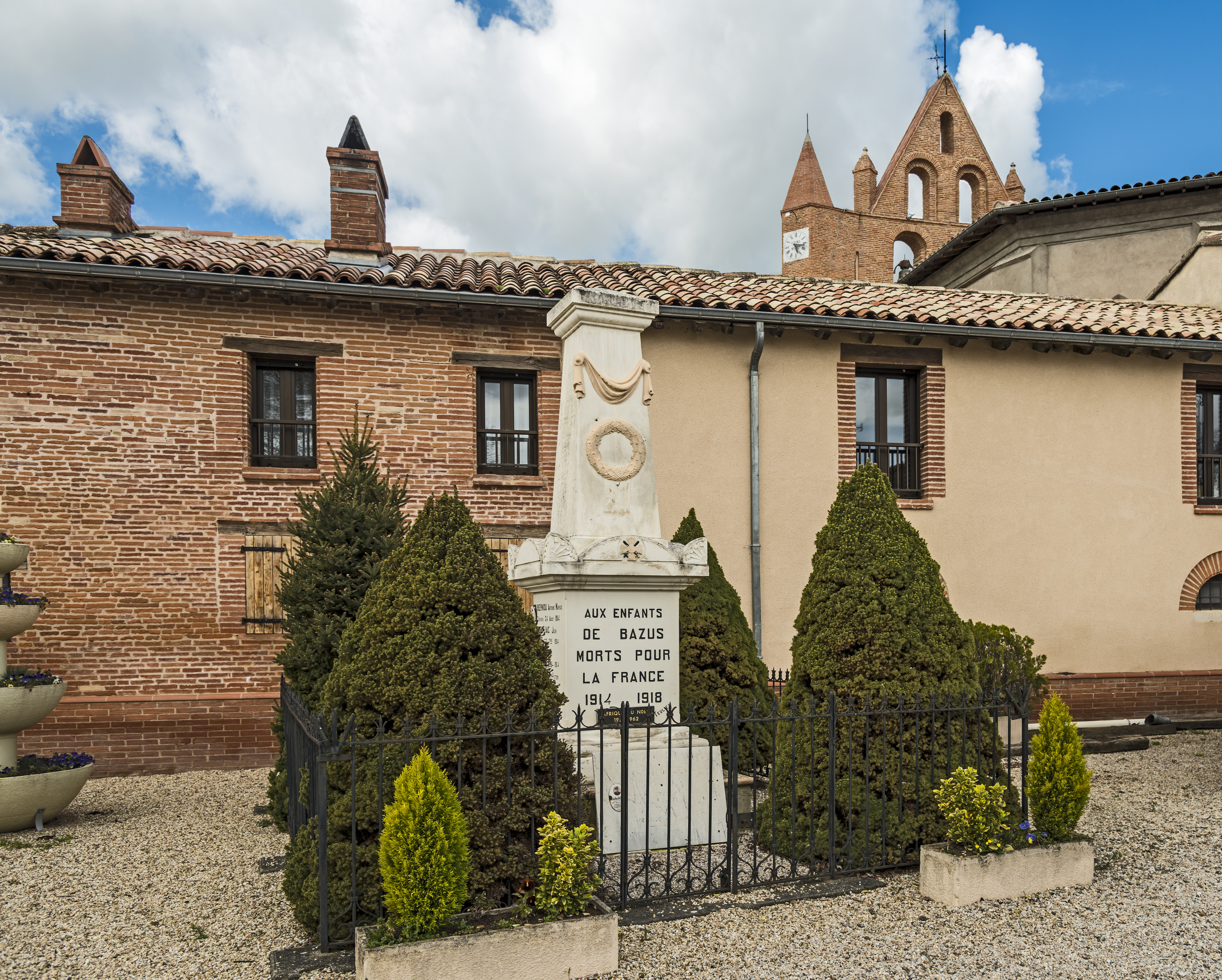
El monument de la guerra,
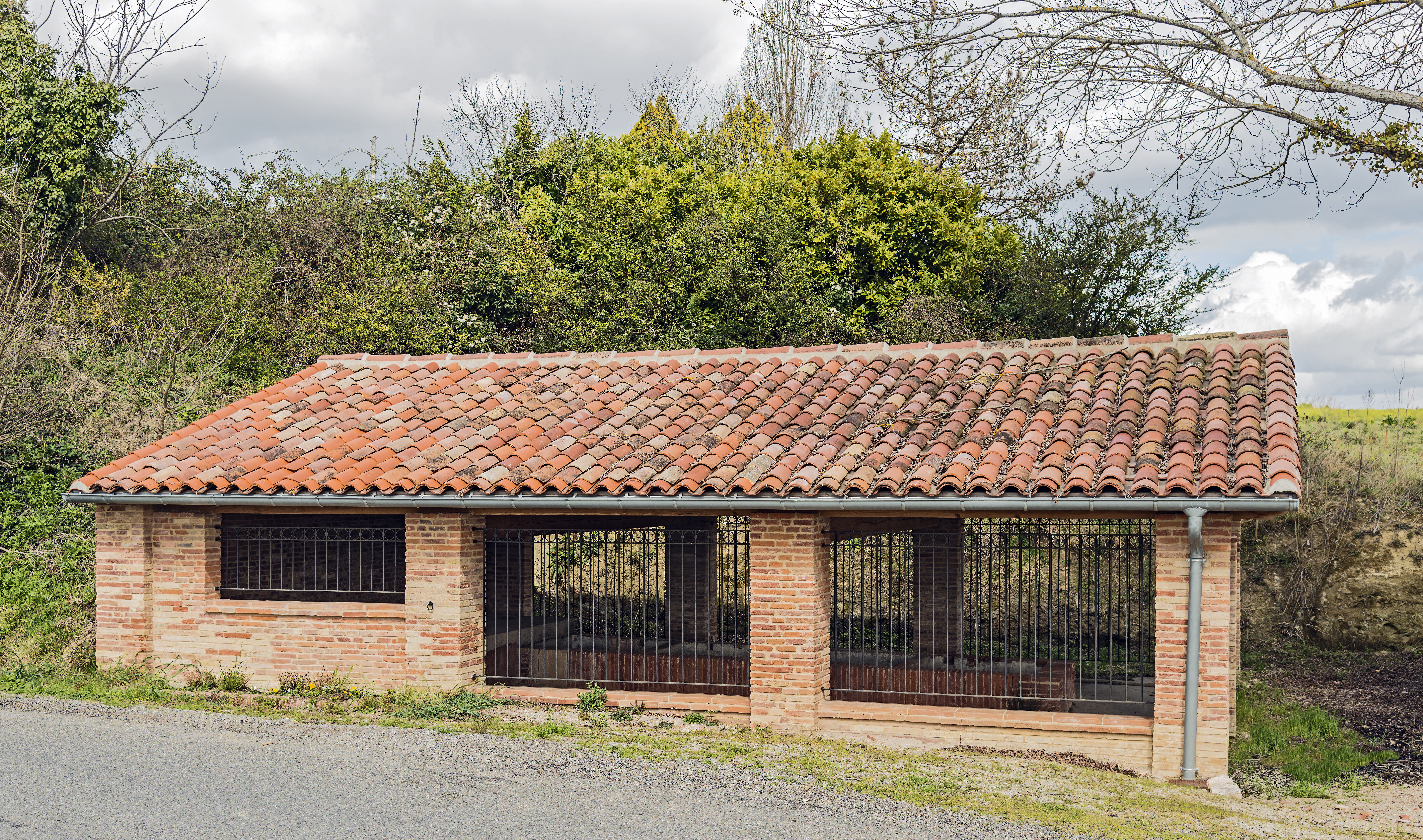
el safareig